# Raadhuisplein (Drachten)
Het Raadhuisplein is een plein in het centrum van de Friese plaats Drachten.

## Geschiedenis

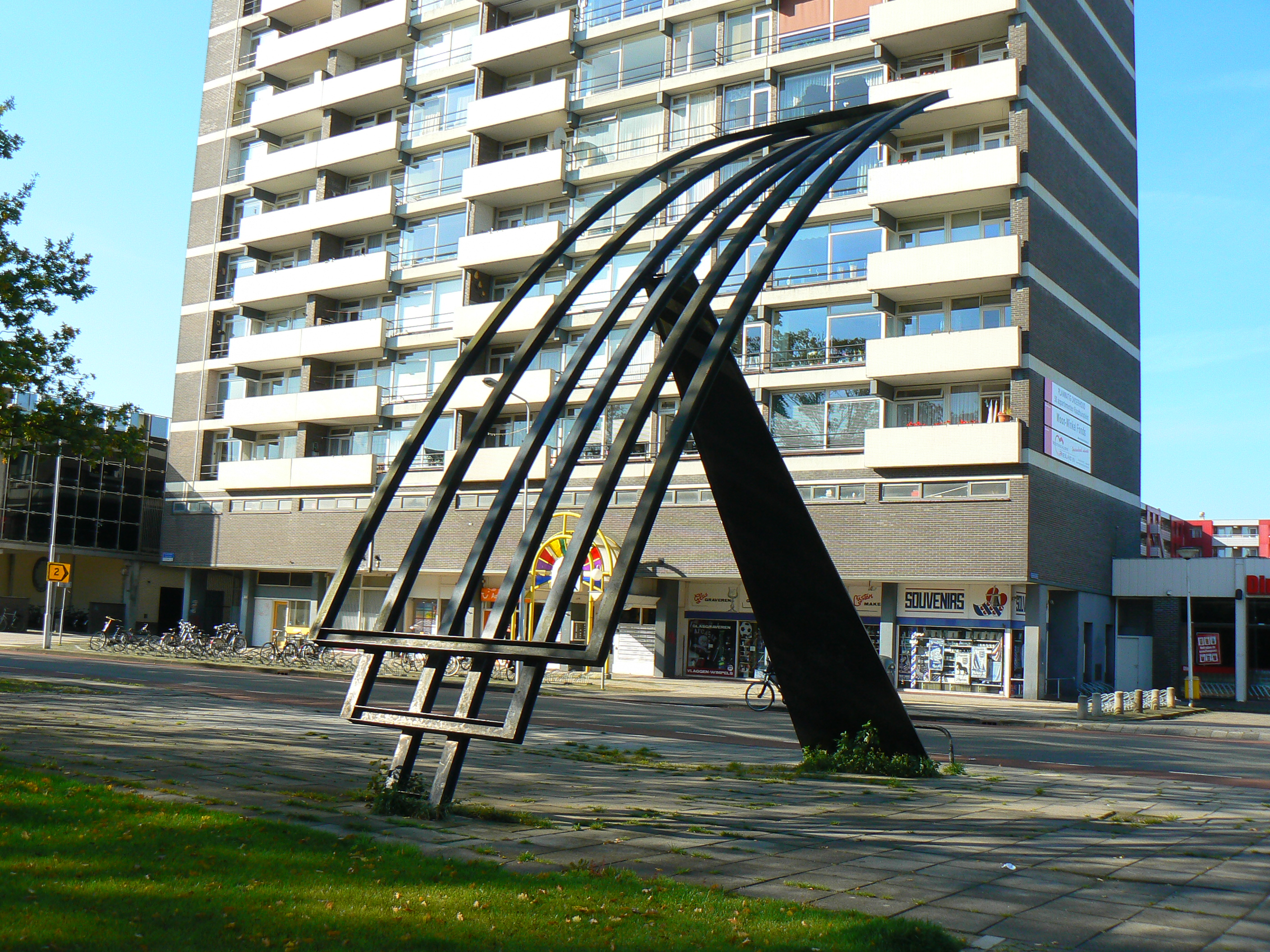
Kunstwerk 'Boog' (1994) van Ids Willemsma met op de achtergrond de twaalfhoogflat van het Raadhuisplein (2010).

Na de Tweede Wereldoorlog is het centrum van Drachten volledig veranderd en kreeg een meer stedelijk karakter. Nadat de NTM-tramrails geen functie meer hadden, werd in 1964 de hoofdbrug over de Drachtster Compagnonsvaart gesloopt en de vaart ter plaatse gedempt. Men sprak daarna van 'de Dam'. In 1966 werd besloten om de vaart geheel te dempen en het centrum van Drachten te verplaatsen naar het einde van de Zuiderbuurt omdat daar inmiddels ook De Lawei was gebouwd. De nieuwe plannen behelsen de inrichting van een nieuw winkelcentrum zuidoostelijk van de Zuiderbuurt met aansluitend de bouw van een nieuw raadhuis op de plaats van het later genoemde Van Knobelsdorffplein. De raad vond de kosten van een nieuw gemeentehuis echter te hoog en adviseerde tot aankoop van het leegstaande minderbroedersklooster, het nieuwe winkelcentrum behield desondanks wel de naam Raadhuisplein. De woningen in de Kerkstraat werden gesloopt en het nieuwe winkelcentrum kon in 1970 in gebruik worden genomen.
De winkels aan het Raadhuisplein vormden via een passage één geheel met de 'Zuiderbuurt Promenade' en waren omgeven door een groot parkeerterrein. Het complex omvatte ook de eerste hoogbouw van Drachten. In de zomer van 1979 werden parkeermeters ingevoerd op het parkeerterrein en vanaf 1989 kon er overdekt gewinkeld worden op het Raadhuisplein.

### Renovatie
Aan het begin van de 21e eeuw verpauperde het Raadhuisplein in toenemende mate, bewoners van de flats voelden zich niet meer veilig in en rond hun huis en trokken aan de bel bij de gemeente Smallingerland. Veel winkels aan het plein stonden leeg of herbergden haveloze zaakjes. Steeds meer grote winkelketens zoals Blokker en Kwantum waren al eerder van het plein vertrokken.

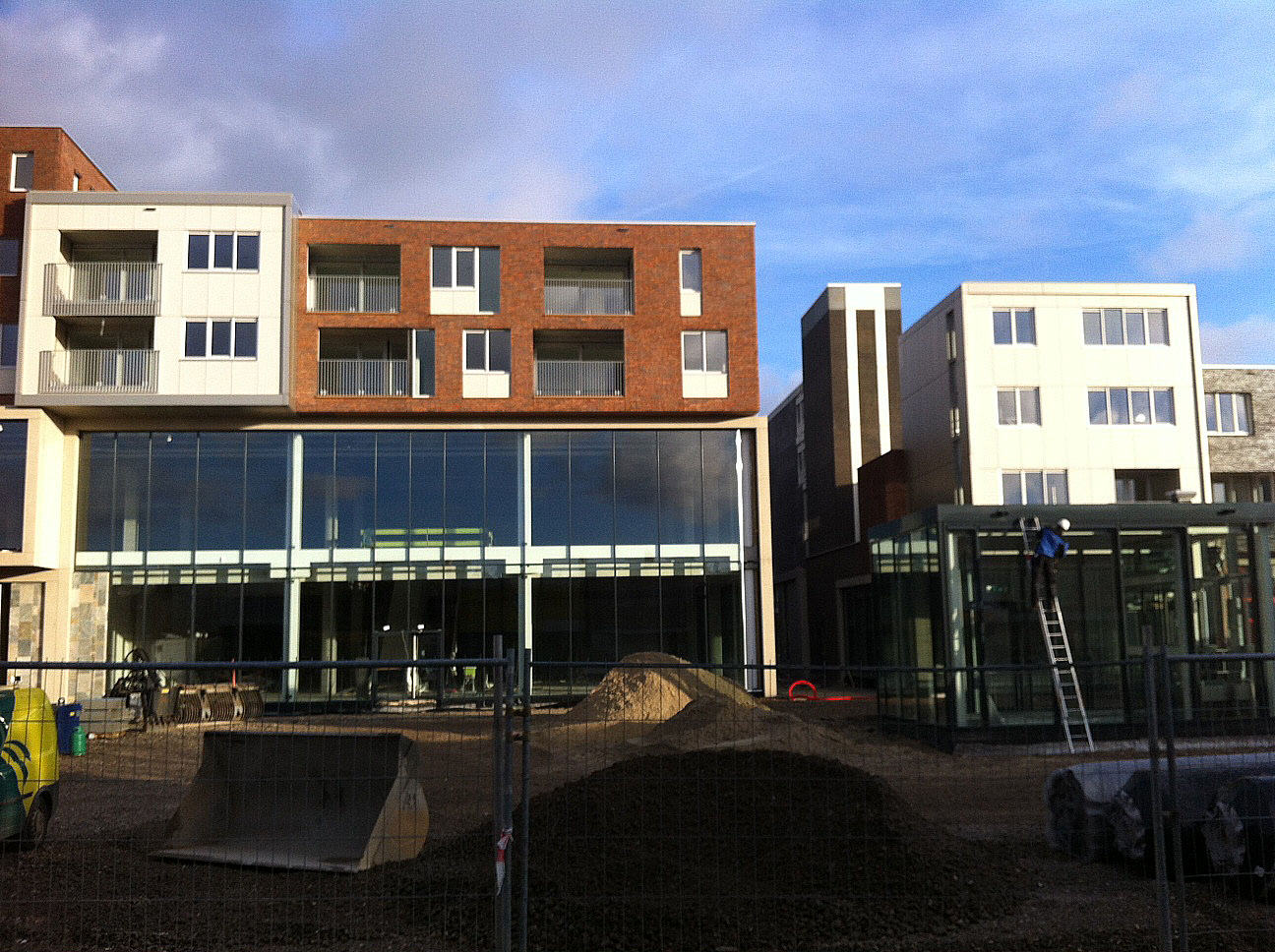
Bouw van nieuwe winkels en appartementen aan het Raadhuisplein (2014)

In 2010 veranderde het Raadhuisplein in een groot sloopterrein. Nadat eerst meer asbest dan verwacht uit de oude panden van twee supermarkten was verwijderd, kon een sloopbedrijf met het 'echte werk' beginnen. Nieuwe winkels met daarboven koop- en huurappartementen en een grote parkeerkelder vormen de hoofddelen van de plannen die Smallingerland met dit deel van het centrum had. Met het project was een investering van 90 miljoen euro gemoeid. Begin 2012 werd begonnen met de bouw van het nieuwe winkelcentrum Raadhuisplein.
De woningen en winkels aan de Driftzijde van het Raadhuisplein kregen vanaf 2013 een nieuw adres. Omdat op De Drift te weinig huisnummers beschikbaar waren, werd een nieuwe straatnaam bedacht: De Marke (betekenis: mark). De andere helft van het winkelcentrum behield de naam Raadhuisplein. Het aanvankelijke besluit om een deel van het Raadhuisplein te hernoemen tot Gobabis (de stad in Namibië waarmee Smallingerland een stedenband heeft) werd teruggedraaid omdat het, naast een plaats waar olifanten drinken, ook de betekenis heeft van een plaats waar mensen ruzie maken. De bewoners van de twaalfhoogflat kozen voor De Marke.
In de loop van 2015 werden de werkzaamheden afgerond, de parkeerkelder in gebruik genomen, appartementen opgeleverd, grand café 'De Graancirkel' gestart en veel winkels geopend.

### 'Groene huiskamer'
Om het centrum van Drachten aantrekkelijker te maken voor bezoekers, ondernemers, bewoners en andere gebruikers, werd in augustus 2022 een nieuwe centrumvisie vastgesteld. Het Raadhuisplein speelde hierin een belangrijke rol en kreeg vanaf medio 2023 een nieuwe inrichting en functie. Wat voorheen vooral een parkeerplaats was, werd ontwikkeld tot een 'groene huiskamer' waarbij de nadruk kwam te liggen op leefbaarheid en groen. De eerste opvallende toevoeging aan het plein was een groot kunstwerk in de vorm van het cijfer acht. Kort na het kunstwerk werden betonranden geplaatst die geleidelijk zijn getransformeerd in bloem- en boomperken. Voor de kinderen werden diverse speeltoestellen geplaatst en ook de wekelijkse markt op donderdag en zaterdag kreeg een nieuwe plek, waarbij de kramen tussen de perken worden opgesteld.
Het kunstwerk 'De 8' verwijst naar de experimentele kunststroming dadaïsme waarbij onder andere afgedankte materialen worden gebruikt. Kunstenaar Marten Winters gebruikte motorkappen omdat de gemeente Smallingerland een parkeerverbod invoerde op het Raadhuisplein. Ook past het dada-monument in de traditie van Kurt Schwitters die in 1923 een gedicht over Drachten maakte met veel achten, die ook terugkomen in de naam van het Museum Dr8888.

### Markt
Omdat met het uitgraven van de Drachtstervaart de markt niet langer op het Moleneind kon plaatsvinden, werden de donderdag- en zaterdagmarkt naar het Raadhuisplein verplaatst.